# Unheilig/Diskografie
Diese Diskografie ist eine Übersicht über die musikalischen Werke der deutschen Rockband Unheilig und ihrer Pseudonyme wie Project for the Masses. Den Quellenangaben und Schallplattenauszeichnungen zufolge hat sie bisher mehr als 5,8 Millionen Tonträger verkauft, davon alleine in Deutschland über 5,5 Millionen und zählt somit zu den Interpreten mit den meisten verkauften Tonträgern in Deutschland. Ihre erfolgreichste Veröffentlichung ist das sechste Studioalbum Große Freiheit mit über zwei Millionen verkauften Einheiten, wovon allein in Deutschland über 1,8 Millionen Exemplare verkauft wurden und es somit eines der meistverkauften Musikalben in Deutschland ist.

## Alben

### Studioalben
| Jahr | Titel Musiklabel                           | Höchstplatzierung, Gesamtwochen, AuszeichnungChartplatzierungen (Jahr, Titel, Musiklabel, Platzierungen, Wochen, Auszeichnungen, Anmerkungen) | Höchstplatzierung, Gesamtwochen, AuszeichnungChartplatzierungen (Jahr, Titel, Musiklabel, Platzierungen, Wochen, Auszeichnungen, Anmerkungen) | Höchstplatzierung, Gesamtwochen, AuszeichnungChartplatzierungen (Jahr, Titel, Musiklabel, Platzierungen, Wochen, Auszeichnungen, Anmerkungen) | Anmerkungen                                                  |
| Jahr | Titel Musiklabel                           | DE | AT | CH | Anmerkungen                                                  |
| ---- | ------------------------------------------ | --- | --- | --- | ------------------------------------------------------------ |
| 2001 | Phosphor Bloodline (CMV)                   | — | — | — | Erstveröffentlichung: 19. März 2001                          |
| 2003 | Das 2. Gebot Four.Rock (Soulfood)          | — | — | — | Erstveröffentlichung: 7. April 2003                          |
| 2004 | Zelluloid Four.Rock (Soulfood)             | — | — | — | Erstveröffentlichung: 16. Februar 2004                       |
| 2006 | Moderne Zeiten Four.Rock (Soulfood)        | DE76 (1 Wo.)DE | — | — | Erstveröffentlichung: 20. Januar 2006                        |
| 2008 | Puppenspiel Four.Rock (Soulfood)           | DE13 Gold · (2 Wo.)DE | — | — | Erstveröffentlichung: 22. Februar 2008 Verkäufe: + 100.000   |
| 2010 | Große Freiheit Vertigo Records (UMG)       | DE1 ×9Neunfachplatin · (157 Wo.)DE | AT1 ×4Vierfachplatin · (117 Wo.)AT | CH3 ×2Doppelplatin · (109 Wo.)CH | Erstveröffentlichung: 19. Februar 2010 Verkäufe: + 2.000.000 |
| 2012 | Lichter der Stadt Vertigo Records (UMG)    | DE1 ×9Neunfachgold · (93 Wo.)DE | AT1 ×2Doppelplatin · (55 Wo.)AT | CH1 ×2Doppelplatin · (53 Wo.)CH | Erstveröffentlichung: 16. März 2012 Verkäufe: + 970.000      |
| 2014 | Gipfelstürmer Vertigo Records (UMG)        | DE1 ×5Fünffachgold · (56 Wo.)DE | AT2 Platin · (43 Wo.)AT | CH3 (41 Wo.)CH | Erstveröffentlichung: 12. Dezember 2014 Verkäufe: + 515.000  |
| 2016 | Von Mensch zu Mensch Vertigo Records (UMG) | DE1 Platin · (22 Wo.)DE | AT4 (19 Wo.)AT | CH3 (20 Wo.)CH | Erstveröffentlichung: 4. November 2016 Verkäufe: + 200.000   |

### Livealben
| Jahr | Titel Musiklabel                                              | Höchstplatzierung, Gesamtwochen, AuszeichnungChartplatzierungen (Jahr, Titel, Musiklabel, Platzierungen, Wochen, Auszeichnungen, Anmerkungen) | Höchstplatzierung, Gesamtwochen, AuszeichnungChartplatzierungen (Jahr, Titel, Musiklabel, Platzierungen, Wochen, Auszeichnungen, Anmerkungen) | Höchstplatzierung, Gesamtwochen, AuszeichnungChartplatzierungen (Jahr, Titel, Musiklabel, Platzierungen, Wochen, Auszeichnungen, Anmerkungen) | Anmerkungen                                                                           |
| Jahr | Titel Musiklabel                                              | DE | AT | CH | Anmerkungen                                                                           |
| ---- | ------------------------------------------------------------- | --- | --- | --- | ------------------------------------------------------------------------------------- |
| 2005 | Gastspiel Four.Rock (Soulfood)                                | — | — | — | Erstveröffentlichung: 31. Januar 2005                                                 |
| 2006 | Goldene Zeiten Four.Rock (Soulfood)                           | — | — | — | Erstveröffentlichung: 13. Oktober 2006 Verkäufe: 3.000 (limitiert)                    |
| 2008 | Puppenspiel Live – Vorhang auf! Four.Rock (Soulfood)          | DE29 (38 Wo.)DE | — | — | Erstveröffentlichung: 3. Oktober 2008                                                 |
| 2010 | Große Freiheit Live Vertigo Records (UMG)                     | DE*DE | AT8 (43 Wo.)AT | — | Erstveröffentlichung: 11. Juni 2010 * siehe Große Freiheit                            |
| 2012 | Lichter der Stadt Live Vertigo Records (UMG)                  | DE*DE | AT**AT | CH**CH | Erstveröffentlichung: 19. Oktober 2012 * siehe Lichter der Stadt; ** siehe Videoalbum |
| 2015 | Gipfelstürmer Live Vertigo Records (UMG)                      | DE*DE | AT*AT | CH*CH | Erstveröffentlichung: 19. Juni 2015 * siehe Gipfelstürmer                             |
| 2015 | MTV Unplugged: Unter Dampf – Ohne Strom Vertigo Records (UMG) | DE2 Platin · (25 Wo.)DE | AT10 (12 Wo.)AT | CH8 (13 Wo.)CH | Erstveröffentlichung:11. Dezember 2015 Verkäufe: + 200.000                            |

### Kompilationen
| Jahr | Titel Musiklabel                                                        | Höchstplatzierung, Gesamtwochen, AuszeichnungChartplatzierungen (Jahr, Titel, Musiklabel, Platzierungen, Wochen, Auszeichnungen, Anmerkungen) | Höchstplatzierung, Gesamtwochen, AuszeichnungChartplatzierungen (Jahr, Titel, Musiklabel, Platzierungen, Wochen, Auszeichnungen, Anmerkungen) | Höchstplatzierung, Gesamtwochen, AuszeichnungChartplatzierungen (Jahr, Titel, Musiklabel, Platzierungen, Wochen, Auszeichnungen, Anmerkungen) | Anmerkungen                                             |
| Jahr | Titel Musiklabel                                                        | DE | AT | CH | Anmerkungen                                             |
| ---- | ----------------------------------------------------------------------- | --- | --- | --- | ------------------------------------------------------- |
| 2014 | Alles hat seine Zeit – Best of Unheilig 1999–2014 Vertigo Records (UMG) | DE2 ×5Fünffachgold · (70 Wo.)DE | AT2 Platin · (72 Wo.)AT | CH5 (31 Wo.)CH | Erstveröffentlichung: 14. März 2014 Verkäufe: + 515.000 |
| 2017 | Pures Gold – Best of Vol. 2 Vertigo Records (UMG)                       | DE2 (13 Wo.)DE | AT15 (9 Wo.)AT | CH15 (4 Wo.)CH | Erstveröffentlichung: 6. Oktober 2017                   |
| 2021 | Lichterland Vertigo Records (UMG)                                       | DE5 (9 Wo.)DE | AT8 (1 Wo.)AT | CH12 (4 Wo.)CH | Erstveröffentlichung: 12. November 2021                 |

### EPs
| Jahr | Titel Musiklabel                 | Anmerkungen                                                     |
| ---- | -------------------------------- | --------------------------------------------------------------- |
| 2003 | Maschine Four.Rock (Soulfood)    | Erstveröffentlichung: 7. April 2003 Verkäufe: 500 (limitiert)   |
| 2003 | Schutzengel Four.Rock (Soulfood) | Erstveröffentlichung: 21. Juli 2003 Verkäufe: 2.222 (limitiert) |
| 2004 | Freiheit Four.Rock (Soulfood)    | Erstveröffentlichung: 18. Oktober 2004                          |
| 2006 | Astronaut Four.Rock (Soulfood)   | Erstveröffentlichung: 9. Juni 2006 Verkäufe: 4.444 (limitiert)  |
| 2008 | Spiegelbild Four.Rock (Soulfood) | Erstveröffentlichung: 25. Juli 2008 Verkäufe: 3.333 (limitiert) |

### Weihnachtsalben
| Jahr | Titel Musiklabel                        | Höchstplatzierung, Gesamtwochen, AuszeichnungChartplatzierungen (Jahr, Titel, Musiklabel, Platzierungen, Wochen, Auszeichnungen, Anmerkungen) | Höchstplatzierung, Gesamtwochen, AuszeichnungChartplatzierungen (Jahr, Titel, Musiklabel, Platzierungen, Wochen, Auszeichnungen, Anmerkungen) | Höchstplatzierung, Gesamtwochen, AuszeichnungChartplatzierungen (Jahr, Titel, Musiklabel, Platzierungen, Wochen, Auszeichnungen, Anmerkungen) | Anmerkungen                                                                                  |
| Jahr | Titel Musiklabel                        | DE | AT | CH | Anmerkungen                                                                                  |
| ---- | --------------------------------------- | --- | --- | --- | -------------------------------------------------------------------------------------------- |
| 2002 | Frohes Fest Four.Rock (Soulfood)        | DE57 (5 Wo.)DE | — | — | Erstveröffentlichung: 28. Oktober 2002                                                       |
| 2023 | Weihnachtslichter Vertigo Records (UMG) | DE23 (1 Wo.)DE | AT*AT | CH*CH | Erstveröffentlichung: 10. November 2023 * ursprünglich Teil von Lichterland (Deluxe Edition) |

### Tributealben
| Jahr | Titel Musiklabel                                                       | Anmerkungen                                                   |
| ---- | ---------------------------------------------------------------------- | ------------------------------------------------------------- |
| 2003 | Just Can’t Get Enough – A Tribute to Depeche Mode Four.Rock (Soulfood) | Erstveröffentlichung: Oktober 2003 als Project for the Masses |

## Singles

### Als Leadmusiker

„Sage Ja!“ Cover

„Komm zu mir!“ Cover

„Maschine“ Cover

| Jahr | Titel Album                                                               | Höchstplatzierung, Gesamtwochen, AuszeichnungChartplatzierungen (Jahr, Titel, Album, Platzierungen, Wochen, Auszeichnungen, Anmerkungen) | Höchstplatzierung, Gesamtwochen, AuszeichnungChartplatzierungen (Jahr, Titel, Album, Platzierungen, Wochen, Auszeichnungen, Anmerkungen) | Höchstplatzierung, Gesamtwochen, AuszeichnungChartplatzierungen (Jahr, Titel, Album, Platzierungen, Wochen, Auszeichnungen, Anmerkungen) | Anmerkungen                                                                   |
| Jahr | Titel Album                                                               | DE | AT | CH | Anmerkungen                                                                   |
| --- | ------------------------------------------------------------------------- | --- | --- | --- | ----------------------------------------------------------------------------- |
| 2000 | Sage Ja! Phosphor                                                         | — | — | — | Erstveröffentlichung: 2. Oktober 2000                                         |
| 2001 | Komm zu mir! Phosphor                                                     | — | — | — | Erstveröffentlichung: 7. Mai 2001                                             |
| 2001 | Dream On Just Can’t Get Enough – A Tribute to Depeche Mode                | — | — | — | Erstveröffentlichung: 2001 als Project for the Masses; Original: Depeche Mode |
| 2006 | Ich will leben Goldene Zeiten                                             | — | — | — | Erstveröffentlichung: 15. September 2006 mit Project Pitchfork                |
| 2008 | An deiner Seite Puppenspiel                                               | DE49 (26 Wo.)DE | — | — | Erstveröffentlichung: 28. März 2008                                           |
| 2010 | Geboren um zu leben Große Freiheit                                        | DE2 ×5Fünffachgold · (106 Wo.)DE | AT8 (89 Wo.)AT | CH13 Platin · (84 Wo.)CH | Erstveröffentlichung: 29. Januar 2010 Verkäufe: + 780.000                     |
| 2010 | Für immer Große Freiheit                                                  | DE17 (24 Wo.)DE | AT51 (7 Wo.)AT | CH57 (1 Wo.)CH | Erstveröffentlichung: 21. Mai 2010                                            |
| 2010 | Unter deiner Flagge Große Freiheit                                        | DE9 (21 Wo.)DE | AT29 (12 Wo.)AT | — | Erstveröffentlichung: 24. September 2010                                      |
| 2010 | Winter / Winterland Große Freiheit – Winter Edition                       | DE4 Gold · (20 Wo.)DE | AT6 (16 Wo.)AT | CH64 (2 Wo.)CH | Erstveröffentlichung: 19. November 2010 Verkäufe: + 150.000                   |
| 2012 | So wie du warst Lichter der Stadt                                         | DE2 Platin · (17 Wo.)DE | AT14 (14 Wo.)AT | CH18 (10 Wo.)CH | Erstveröffentlichung: 24. Februar 2012 Verkäufe: + 300.000                    |
| 2012 | Lichter der Stadt                                                         | DE31 (15 Wo.)DE | — | — | Erstveröffentlichung: 16. März 2012                                           |
| 2012 | Wie wir waren Lichter der Stadt                                           | DE32 (8 Wo.)DE | AT60 (1 Wo.)AT | — | Erstveröffentlichung: 31. August 2012 feat. Andreas Bourani                   |
| 2012 | Stark 2012 Lichter der Stadt – Winter Edition                             | DE23 (5 Wo.)DE | AT60 (1 Wo.)AT | CH49 (10 Wo.)CH | Erstveröffentlichung: 16. November 2012                                       |
| 2014 | Als wär’s das erste Mal Alles hat seine Zeit – Best of Unheilig 1999-2014 | DE10 (6 Wo.)DE | AT38 (2 Wo.)AT | CH56 (1 Wo.)CH | Erstveröffentlichung: 7. März 2014                                            |
| 2014 | Wir sind alle wie eins Alles hat seine Zeit – Best of Unheilig 1999-2014  | DE29 (3 Wo.)DE | — | — | Erstveröffentlichung: 7. März 2014                                            |
| 2014 | Zeit zu gehen Gipfelstürmer                                               | DE6 (14 Wo.)DE | AT16 (8 Wo.)AT | CH8 (5 Wo.)CH | Erstveröffentlichung: 31. Oktober 2014                                        |
| 2015 | Mein Berg Gipfelstürmer                                                   | — | — | — | Erstveröffentlichung: 13. März 2015                                           |
| 2015 | Glück auf das Leben Gipfelstürmer                                         | — | — | — | Erstveröffentlichung: 19. Juni 2015                                           |
| 2015 | Das Leben ist meine Religion Gipfelstürmer                                | — | — | — | Erstveröffentlichung: 4. November 2015                                        |
| 2021 | Lichtermeer Lichterland                                                   | — | — | — | Erstveröffentlichung: 15. Oktober 2021                                        |
| 2021 | Stille Winternacht Weihnachtslichter                                      | — | — | — | Erstveröffentlichung: 5. November 2021                                        |
| Folgende Lieder erschienen nicht als Single, wurden aber durch das Album zum Download und Streaming bereitgestellt und konnten somit eine Platzierung erlangen: |                                                                           | | | |                                                                               |
| |                                                                           | | | |                                                                               |
| 2012 | Nachtschicht –                                                            | — | — | CH56 (1 Wo.)CH | Charteinstieg: 11. März 2012 B-Seite von So wie du warst                      |

### Als Gastmusiker
| Jahr | Titel Album | Höchstplatzierung, Gesamtwochen, AuszeichnungChartplatzierungen (Jahr, Titel, Album, Platzierungen, Wochen, Auszeichnungen, Anmerkungen) | Höchstplatzierung, Gesamtwochen, AuszeichnungChartplatzierungen (Jahr, Titel, Album, Platzierungen, Wochen, Auszeichnungen, Anmerkungen) | Höchstplatzierung, Gesamtwochen, AuszeichnungChartplatzierungen (Jahr, Titel, Album, Platzierungen, Wochen, Auszeichnungen, Anmerkungen) | Anmerkungen                                                    |
| Jahr | Titel Album | DE | AT | CH | Anmerkungen                                                    |
| ---- | ----------- | --- | --- | --- | -------------------------------------------------------------- |
| 2012 | Sonne       | DE12 (7 Wo.)DE | — | — | Erstveröffentlichung: 21. September 2012 Schiller mit Unheilig |
| 2018 | Hallo Leben | — | — | — | Erstveröffentlichung: 14. September 2018 Sotiria mit Unheilig  |

## Videoalben und Musikvideos

### Videoalben
| Jahr | Titel Musiklabel                                              | Höchstplatzierung, Gesamtwochen, AuszeichnungChartplatzierungen (Jahr, Titel, Musiklabel, Platzierungen, Wochen, Auszeichnungen, Anmerkungen) | Höchstplatzierung, Gesamtwochen, AuszeichnungChartplatzierungen (Jahr, Titel, Musiklabel, Platzierungen, Wochen, Auszeichnungen, Anmerkungen) | Höchstplatzierung, Gesamtwochen, AuszeichnungChartplatzierungen (Jahr, Titel, Musiklabel, Platzierungen, Wochen, Auszeichnungen, Anmerkungen) | Anmerkungen                                                                          |
| Jahr | Titel Musiklabel                                              | DE | AT | CH | Anmerkungen                                                                          |
| ---- | ------------------------------------------------------------- | --- | --- | --- | ------------------------------------------------------------------------------------ |
| 2005 | Kopfkino Four.Rock (Soulfood)                                 | DE75 (1 Wo.)DE | AT9 (1 Wo.)AT | — | Erstveröffentlichung: 20. Mai 2005                                                   |
| 2008 | Puppenspiel Live – Vorhang auf! Four.Rock (Soulfood)          | DE*DE | — | — | Erstveröffentlichung: 3. Oktober 2008 * siehe Livealbum                              |
| 2010 | Große Freiheit Live Vertigo Records (UMG)                     | DE* ×3DreifachgoldDE | AT9 (1 Wo.)AT | — | Erstveröffentlichung: 11. Juni 2010 Verkäufe: + 75.000; * siehe Große Freiheit       |
| 2012 | Lichter der Stadt Live Vertigo Records (UMG)                  | DE* GoldDE | AT1 (4 Wo.)AT | CH4 (2 Wo.)CH | Erstveröffentlichung: 19. Oktober 2012 Verkäufe: + 25.000; * siehe Lichter der Stadt |
| 2015 | MTV Unplugged: Unter Dampf – Ohne Strom Vertigo Records (UMG) | DE*DE | AT7 (1 Wo.)AT | CH3 (7 Wo.)CH | Erstveröffentlichung: 11. Dezember 2015 * siehe Livealbum                            |

### Musikvideos
| Jahr | Titel                              | Regisseur(e)                     |
| ---- | ---------------------------------- | -------------------------------- |
| 2000 | Sage Ja!                           | André Paulssen, Phillip Schubert |
| 2001 | Komm zu mir!                       | André Paulssen, Phillip Schubert |
| 2003 | Maschine (Live)                    | Sven Offen                       |
| 2004 | Freiheit                           |                                  |
| 2006 | Astronaut                          |                                  |
| 2008 | An deiner Seite                    | Martin Müller                    |
| 2010 | Geboren um zu leben                | Marc Helfers                     |
| 2010 | Für immer                          | Marc Helfers                     |
| 2010 | Unter deiner Flagge                | Markus Gerwinat                  |
| 2010 | Winter / Winterland                | Markus Gerwinat                  |
| 2011 | Endlich frei                       | Andreas Simon                    |
| 2012 | So wie du warst                    | Markus Gerwinat                  |
| 2012 | Lichter der Stadt                  | Markus Gerwinat                  |
| 2012 | Wie wir waren                      | Markus Gerwinat                  |
| 2012 | Sonne                              | Oliver Sommer                    |
| 2012 | Stark 2012                         | Markus Gerwinat                  |
| 2014 | Als wär’s das erste Mal            | Markus Gerwinat                  |
| 2014 | Wir sind alle wie eins             | Markus Gerwinat                  |
| 2014 | Zeit zu gehen                      | Markus Gerwinat                  |
| 2015 | Mein Berg                          | Markus Gerwinat                  |
| 2016 | Ich würd dich gern besuchen        |                                  |
| 2016 | Mein Leben ist die Freiheit        | Markus Gerwinat                  |
| 2017 | Der Himmel über mir (Version 2017) | Markus Gerwinat                  |
| 2017 | Sonnentag (Version 2017)           | Markus Gerwinat                  |
| 2018 | Hallo Leben                        |                                  |
| 2021 | Lichtermeer                        |                                  |
| 2021 | Engel der Verkündung               |                                  |

## Sonderveröffentlichungen

### Alben
| Jahr | Titel Musiklabel                                                      | Anmerkungen                                                                              |
| ---- | --------------------------------------------------------------------- | ---------------------------------------------------------------------------------------- |
| 2010 | Große Freiheit (Limitierte Fanbox) Vertigo Records (UMG)              | Erstveröffentlichung: 19. Februar 2010 erweiterte Fassung von Große Freiheit             |
| 2012 | Lichter der Stadt (Limited Deluxe Edition) Vertigo Records (UMG)      | Erstveröffentlichung: 16. März 2012 erweiterte Fassung von Lichter der Stadt             |
| 2016 | Von Mensch zu Mensch (Limited Deluxe Edition) Vertigo Records (UMG)   | Erstveröffentlichung: 4. November 2016 erweiterte Fassung von Von Mensch zu Mensch       |
| 2017 | Pures Gold – Best of Vol. 2 (Limitierte Fanbox) Vertigo Records (UMG) | Erstveröffentlichung: 6. Oktober 2017 erweiterte Fassung von Pures Gold – Best of Vol. 2 |
| 2017 | Rares Gold – Best of Vol. 2 Vertigo Records (UMG)                     | Erstveröffentlichung: 6. Oktober 2017 erweiterte Fassung von Pures Gold – Best of Vol. 2 |

| Jahr | Titel Musiklabel                                               | Anmerkungen                                                                    |
| ---- | -------------------------------------------------------------- | ------------------------------------------------------------------------------ |
| 2002 | Tannenbaum auch bekannt als: O Tannenbaum Four.Rock (Soulfood) | Erstveröffentlichung: 28. Oktober 2002 als Teil von Frohes Fest veröffentlicht |

| Jahr | Titel Musiklabel                                  | Anmerkungen |
| ---- | ------------------------------------------------- | --- |
| 2008 | Schattenspiel Four.Rock (Soulfood)                | Erstveröffentlichung: 13. März 2008; mit F.A.Q. & goJA moon ROCKAH Verkäufe: 3.333 (limitiert); nur während der Puppenspiel Live – Vorhang auf! Tour vertrieben |
| 2010 | Frühe Werke & rohe Entwürfe Vertigo Records (UMG) | Erstveröffentlichung: 19. Februar 2010 Teil von Große Freiheit (Limitierte Fanbox)                                                                              |
| 2010 | Zeitreise Interstar Records (EMSO)                | Erstveröffentlichung: 11. November 2010 nur während der Große Freiheit Tour vertrieben                                                                          |
| 2012 | Lichtblicke Interstar Records (EMSO)              | Erstveröffentlichung: 30. Juni 2012 nur während der Lichter der Stadt Tour vertrieben                                                                           |
| 2015 | Gipfelkreuz Interstar Records (EMSO)              | Erstveröffentlichung: 7. April 2015 nur während der Gipfelstürmer Hallen-Tournee vertrieben                                                                     |

| Jahr | Titel Musiklabel                                             | Anmerkungen |
| ---- | ------------------------------------------------------------ | --- |
| 2011 | Heimreise 2011 Music Networx (MN)                            | Erstveröffentlichung: 16. Juli 2011 nur als USB-Stick während der Heimreise Tour vertrieben                        |
| 2016 | Danke! Ein Letztes Mal – Live Interstar Records (INT)        | Erstveröffentlichung: 30. Januar 2016 nur während der Ein letztes Mal – Die Open Air Konzerte 2016 Tour vertrieben |
| 2021 | Das Abschiedskonzert Köln – 10.09.2016 Vertigo Records (UMG) | Erstveröffentlichung: 12. November 2021 Teil von Lichterland (Deluxe Edition)                                      |

### Lieder
| Jahr | Titel Album          | Anmerkungen                                                     |
| ---- | -------------------- | --------------------------------------------------------------- |
| 2014 | Winter Winter Chants | Erstveröffentlichung: 31. Oktober 2014 Gregorian feat. Unheilig |
| 2018 | Hallo Leben          | Erstveröffentlichung: 19. Oktober 2018 Sotiria mit Unheilig     |
| 2018 | Mit dir Hallo Leben  | Erstveröffentlichung: 19. Oktober 2018 Sotiria mit Unheilig     |

| Jahr | Titel Album                                                 | Anmerkungen                                                            |
| ---- | ----------------------------------------------------------- | ---------------------------------------------------------------------- |
| 2002 | It’s Not Me (External) (Unheilig-Remix) Need/It’s Not Me EP | Erstveröffentlichung: 2002 Interpretation: Neuroticfish                |
| 2003 | Pull the Trigger (Remixed by Unheilig) Reloadead            | Erstveröffentlichung: 1. Dezember 2003 Interpretation: Terminal Choice |
| 2004 | Herzlos (Remix by Unheilig) Herzlos (Single)                | Erstveröffentlichung: 9. Februar 2004 Interpretation: (ABSURD) Minds   |
| 2005 | Schlaflied (Unheilig Remix) Traumfänger                     | Erstveröffentlichung: 31. Januar 2005 Interpretation: Staubkind        |
| 2006 | Deconstruction (Remixed by Unheilig) Dare to Dream          | Erstveröffentlichung: 24. November 2006 Interpretation: Lost Area      |
| 2008 | Wreath of Barbs (Unheilig Remix) Dwarf Craving v2           | Erstveröffentlichung: 21. März 2008 Interpretation: wumpscut           |
| 2010 | Beyond (Unheilig Remix) Als wären wir für immer             | Erstveröffentlichung: 19. November 2010 Interpretation: Die Krupps     |
| 2016 | Komm mit (Unheilig Rmx) –                                   | Erstveröffentlichung: 2016 Interpret: dArtagnan                        |

| Jahr | Titel Album                 | Anmerkungen                                                     |
| ---- | --------------------------- | --------------------------------------------------------------- |
| 2003 | Leblos Electro Götter       | Erstveröffentlichung: November 2003                             |
| 2011 | Endlich frei Dein Song 2011 | Erstveröffentlichung: 8. April 2011 mit Sarah Pisek             |
| 2015 | Lebensweg 15 Jahre 15 Bands | Erstveröffentlichung: 14. August 2015 Original: Saltatio Mortis |

### Videoalben
| Jahr | Titel Musiklabel                                                | Anmerkungen                                                                                    |
| ---- | --------------------------------------------------------------- | ---------------------------------------------------------------------------------------------- |
| 2010 | Sternstunden Interstar Records (EMSO)                           | Erstveröffentlichung: März 2010 nur während der Große Freiheit Tour vertrieben                 |
| 2012 | Heimreise, auf dem Weg zum Heimathafen Interstar Records (EMSO) | Erstveröffentlichung: 16. März 2012 Teil von Lichter der Stadt (Limited Deluxe Edition)        |
| 2016 | Ein letztes Mal Vertigo Records (UMG)                           | Erstveröffentlichung: 4. November 2016 Teil von Von Mensch zu Mensch (Limited Deluxe Edition)  |
| 2017 | Das Abschiedskonzert aus Köln Vertigo Records (UMG)             | Erstveröffentlichung: 6. Oktober 2017 Teil von Pures Gold – Best of Vol. 2 (Limitierte Fanbox) |

## Promoveröffentlichungen
| Jahr | Titel Album                                                    | Anmerkungen                                                                                |
| ---- | -------------------------------------------------------------- | ------------------------------------------------------------------------------------------ |
| 2011 | Große Freiheit (Hymne der „Mein Schiff“) Lichterland           | Erstveröffentlichung: 2011 feat. James Last; erschien in einer Werbeaktion mit TUI Cruises |
| 2011 | Große Freiheit                                                 | Erstveröffentlichung: 2011                                                                 |
| 2012 | Eisenmann Lichter der Stadt                                    | Erstveröffentlichung: 2012                                                                 |
| 2016 | Zeitreise (Unplugged) MTV Unplugged: Unter Dampf – Ohne Strom  | Erstveröffentlichung: 15. Januar 2016 feat. Helene Fischer                                 |
| 2016 | Walfänger Von Mensch zu Mensch                                 | Erstveröffentlichung: 2016                                                                 |
| 2017 | Der Himmel über mir (Version 2017) Pures Gold – Best of Vol. 2 | Erstveröffentlichung: 8. September 2017                                                    |
| 2017 | Sonnentag (Version 2017) Pures Gold – Best of Vol. 2           | Erstveröffentlichung: 29. September 2017                                                   |

## Boxsets
| Jahr | Titel Musiklabel                               | Höchstplatzierung, Gesamtwochen, AuszeichnungChartplatzierungen (Jahr, Titel, Musiklabel, Platzierungen, Wochen, Auszeichnungen, Anmerkungen) | Höchstplatzierung, Gesamtwochen, AuszeichnungChartplatzierungen (Jahr, Titel, Musiklabel, Platzierungen, Wochen, Auszeichnungen, Anmerkungen) | Höchstplatzierung, Gesamtwochen, AuszeichnungChartplatzierungen (Jahr, Titel, Musiklabel, Platzierungen, Wochen, Auszeichnungen, Anmerkungen) | Anmerkungen                                                         |
| Jahr | Titel Musiklabel                               | DE | AT | CH | Anmerkungen                                                         |
| ---- | ---------------------------------------------- | --- | --- | --- | ------------------------------------------------------------------- |
| 2015 | Schwarzes Gold 2000–2014 Vertigo Records (UMG) | DE45 (1 Wo.)DE | — | — | Erstveröffentlichung: 13. November 2015                             |
| 2020 | Schattenland Vertigo Records (UMG)             | DE12 (2 Wo.)DE | — | — | Erstveröffentlichung: 11. Dezember 2020 Verkäufe: 4.000 (limitiert) |

## Statistik

### Chartauswertung
Die folgende Aufstellung beinhaltet eine Übersicht über die Charterfolge Unheiligs in den Album-, Musik-DVD- und Singlecharts. Zu berücksichtigen ist, dass sich Videoalben in Deutschland in den Albumcharts und nicht wie in Österreich und der Schweiz in separaten Musik-DVD-Charts platzieren.
|                     | DE     | AT    | CH    |
| ------------------- | ------ | ----- | ----- |
| Nummer-eins-Alben   | DE4DE  | AT2AT | CH1CH |
| Top-10-Alben        | DE8DE  | AT8AT | CH6CH |
| Alben in den Charts | DE16DE | AT9AT | CH8CH |

|                       | DE     | AT    | CH    |
| --------------------- | ------ | ----- | ----- |
| Nummer-eins-Singles   | DE—DE  | AT—AT | CH—CH |
| Top-10-Singles        | DE6DE  | AT2AT | CH1CH |
| Singles in den Charts | DE13DE | AT9AT | CH7CH |

|                          | DE    | AT    | CH    |
| ------------------------ | ----- | ----- | ----- |
| Nummer-eins-Videoalben   | DE—DE | AT1AT | CH—CH |
| Top-10-Videoalben        | DE—DE | AT4AT | CH2CH |
| Videoalben in den Charts | DE—DE | AT4AT | CH2CH |

### Auszeichnungen für Musikverkäufe
| Platin-Schallplatte - Europa - 2010: für das Album Große Freiheit |

Anmerkung: Auszeichnungen in Ländern aus den Charttabellen bzw. Chartboxen sind in ebendiesen zu finden.
| Land/RegionAuszeichnungen für Musikverkäufe (Land/Region, Auszeichnungen, Verkäufe, Quellen) | Gold     | Platin       | Verkäufe  | Quellen                                                   |
| -------------------------------------------------------------------------------------------- | -------- | ------------ | --------- | --------------------------------------------------------- |
| Deutschland (BVMI)                                                                           | 8× Gold8 | 23× Platin23 | 5.500.000 | musikindustrie.de                                         |
| Europa (IFPI)                                                                                | —        | Platin1      | 1.000.000 | ifpi.org (Memento vom 1. Januar 2014 im Internet Archive) |
| Österreich (IFPI)                                                                            | —        | 8× Platin8   | 150.000   | ifpi.at                                                   |
| Schweiz (IFPI)                                                                               | —        | 4× Platin4   | 120.000   | hitparade.ch                                              |
| Insgesamt                                                                                    | 8× Gold8 | 36× Platin36 |           |                                                           |